# Biogerontologia

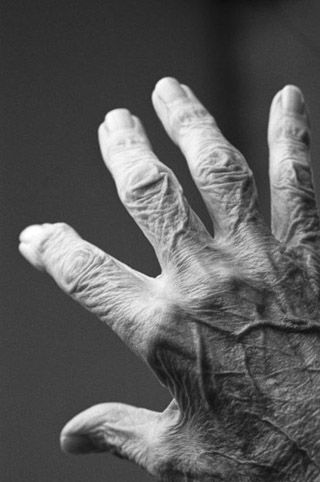
A mão de um idoso

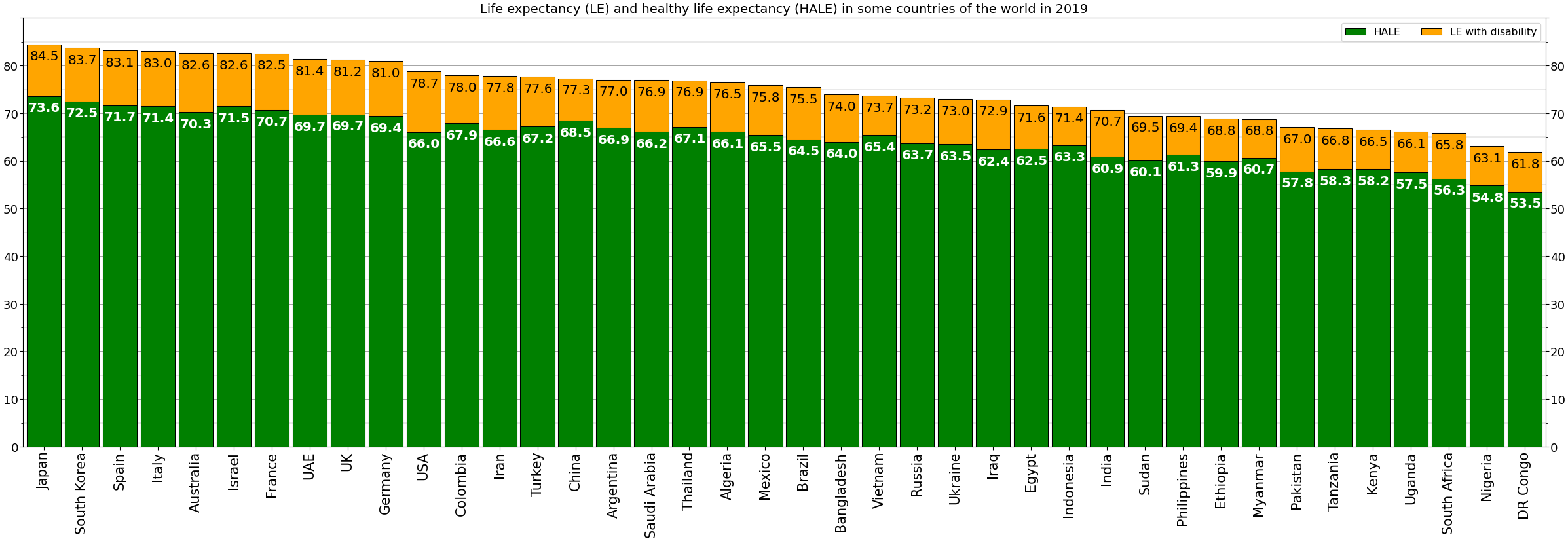
Expectativa de vida em vários países do mundo em 2019

A biogerontologia é o subcampo da gerontologia que estuda o processo de envelhecimento biológico, suas origens evolutivas e possíveis intervenções nesse processo. O termo "biogerontologia" foi cunhado por S. Rattan e passou a ser amplamente utilizado com o lançamento do periódico Biogerontology em 2000. Esse campo envolve pesquisa interdisciplinar sobre as causas, efeitos e mecanismos do envelhecimento biológico. O biogerontologista Leonard Hayflick afirmou que a expectativa de vida média natural dos seres humanos gira em torno de 92 anos e que, se não forem desenvolvidas novas abordagens para tratar o envelhecimento, essa expectativa permanecerá a mesma. Já James Vaupel previu que a expectativa de vida em países industrializados poderá atingir 100 anos para crianças nascidas após o ano 2000. Além disso, muitos biogerontologistas preveem que pessoas nascidas após o ano 2100 poderão alcançar mais de três séculos de vida. Outros cientistas, de maneira mais controversa, sugerem a possibilidade de vida ilimitada para aqueles que já estão vivos. Por exemplo, Aubrey de Grey propôs um "prazo estimado" de cerca de 25 a 30 anos para o desenvolvimento de tecnologias que possam interromper o envelhecimento e permitir que as pessoas parem de morrer por causas relacionadas à idade. Essa abordagem sugere o uso de tecnologias já disponíveis para prolongar a vida das pessoas até que avanços futuros resolvam completamente os problemas relacionados ao envelhecimento, conceito conhecido como velocidade de escape da longevidade. A gerontologia biomédica, também chamada de gerontologia experimental ou extensão da vida, é um subcampo da biogerontologia que busca retardar, prevenir e até reverter o envelhecimento em humanos e animais. 

## Abordagens para o envelhecimento

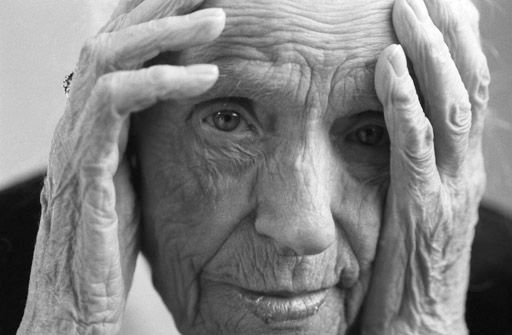
Rugas faciais são uma característica comum em idosos.

Os biogerontologistas se dividem entre aqueles que estudam o processo de envelhecimento para mitigar as doenças associadas ao envelhecimento e aqueles que buscam prolongar a expectativa de vida. Um campo interdisciplinar relativamente novo, chamado gerociência, foca na prevenção das doenças do envelhecimento e na ampliação do tempo de vida saudável (healthspan), no qual uma pessoa vive sem doenças graves. Já os biogerontologistas acreditam que o envelhecimento é uma doença em si e deve ser tratado diretamente, com o objetivo final de tornar a probabilidade de morte independente da idade da pessoa (supondo a ausência de fatores externos). Essa visão contrasta com a ideia de que a longevidade máxima não pode ou não deve ser alterada. A biogerontologia não deve ser confundida com a geriatria, que é um campo da medicina voltado para o tratamento de doenças em idosos, e não para o tratamento do envelhecimento propriamente dito. Existem diversas teorias do envelhecimento, e nenhuma delas é amplamente aceita. As teorias podem ser divididas em dois grupos principais: as teorias programadas, que afirmam que o envelhecimento segue um cronograma biológico predefinido, e as teorias do erro, que sugerem que o envelhecimento ocorre devido ao acúmulo de danos ao longo do tempo.